# گرمابه بهشتی
گرمابه بهشتی معروف به حمام آقا مربوط به دوره پهلوی است و در شهرستان خلیل‌آباد، شهر خلیل‌آباد، خیابان امام، نرسیده به میدان مرکزی واقع شده و این اثر در تاریخ ۱۰ دی ۱۳۸۱ با شمارهٔ ثبت ۶۶۵۴ به‌عنوان یکی از آثار ملی ایران به ثبت رسیده است.